# Andrée Taurinya

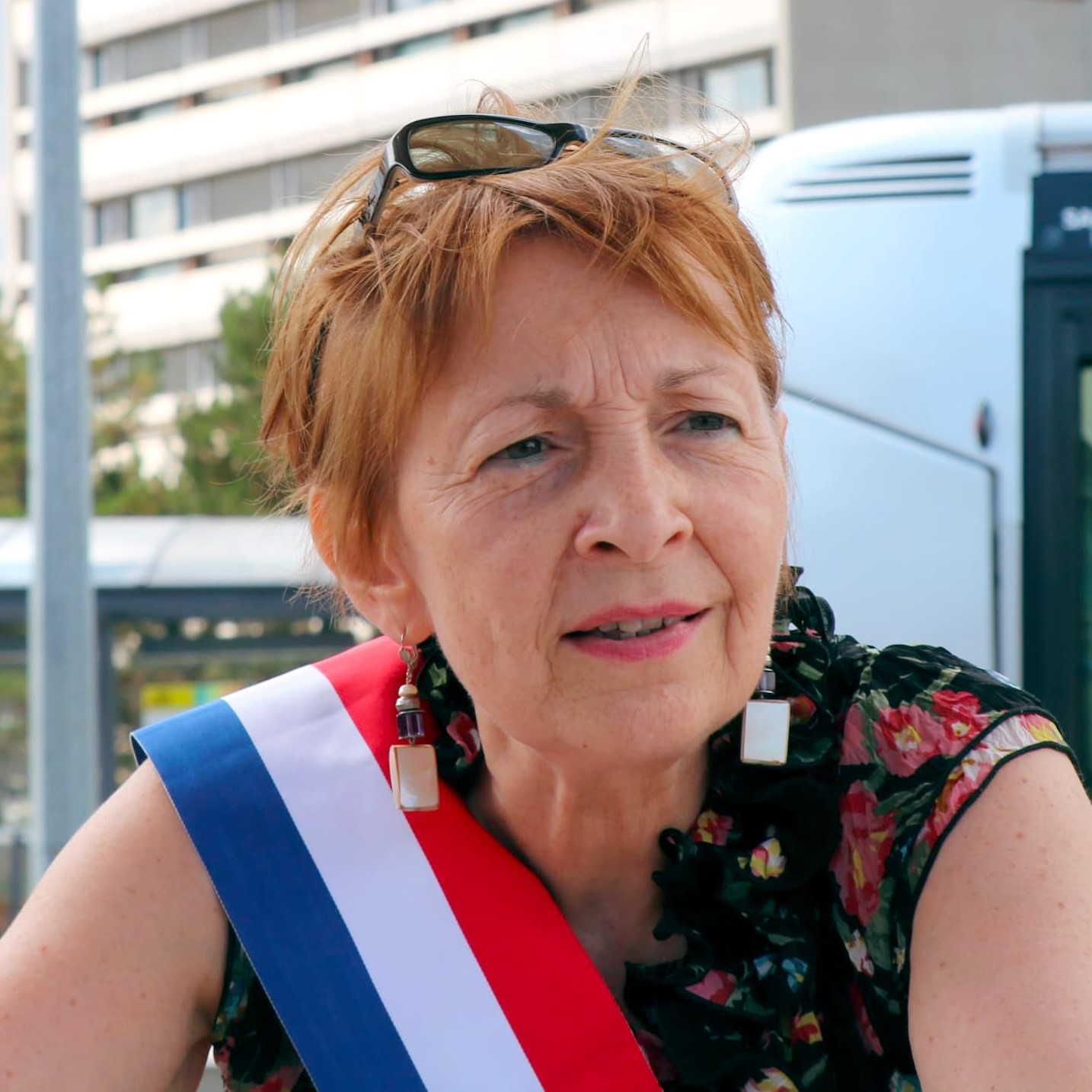
Die Abgeordnete Andrée Taurinya (2022)

Andrée Taurinya (geboren am 3. Juni 1963 in Toulouse) ist eine französische Politikerin. Sie ist Mitglied der Partei La France insoumise. Bei der Parlamentswahl 2022 wurde sie im zweiten Wahlkreis des Département Loire zur Abgeordneten gewählt.

## Leben und Wirken

### Kindheit, Jugend, Ausbildung und beruflicher Werdegang
Sie wurde am 3. Juni 1963 in Toulouse geboren. Sie ist die Großnichte von Mathilde Gabriel-Péri (geborene Taurinya). Im Alter von 15 Jahren schloss sie sich den Jeunes communistes an, später, als Studentin, trat sie der Studentengewerkschaft UNEF bei,. später auch der Kommunistischen Partei Frankreichs.
Sie hat einen Master in Russisch und einen CAPES de lettres modernes. (entspricht dem Fach Humanities). Sie wurde Literaturlehrerin und unterrichtete während ihrer gesamten Laufbahn in Schwerpunktschulen. Sie unterrichtete in der Nähe von Paris, bevor sie 1997 nach Saint-Étienne zog. Bis zu ihrer Wahl im Jahr 2022 war sie Lehrerin am Collège Jean-Dasté, das in einem Schwerpunktgebiet (zone prioritaire) liegt.

### Politische Laufbahn
Taurinya, die bereits Mitglied der Parti de gauche war, trat der Partei La .France insoumise bei, als diese 2016 gegründet wurde. Sie war Kandidatin bei den Parlamentswahlen 2017 im zweiten Wahlkreis des Departements Loire, wo sie im zweiten Wahlgang gegen den Kandidaten der bisherigen Mehrheit Jean-Michel Mis mit 42 % der Stimmen scheiterte, Spitzenkandidatin bei den Kommunalwahlen 2020 in Saint-Étienne und dann Kandidatin bei den Départementswahlen 2021 im Kanton Saint-Étienne-6, wo sie im zweiten Wahlgang scheiterte.

#### Als Abgeordnete in der Nationalversammlung
2022 kandidierte sie erneut für die Parlamentswahlen im zweiten Wahlkreis auf der Liste des Parteienbündnisses NUPES. Sie gewann den zweiten Wahlgang mit 50,6 % der abgegebenen Stimmen gegen den bisherigen LREM-Abgeordneten Jean-Michel Mis.  Sie ist die vierte weibliche Abgeordnete des Départements Loire und in der Fünften Republik die erste, die die Stéphanois, also die Einwohner von Saint-Etienne, in der Nationalversammlung vertritt.
Im Parlament sitzt sie im Gesetzgebungsausschuss, dessen Sekretärin sie ist. Sie hat, gemeinsam mit einem anderen Mitglied, die Federführung ihrer Fraktion La France Insoumise - NUPES bei der Prüfung des Einwanderungsgesetzes (Projet de loi immigration), sie ist Mitglied der Gemischten Paritätischen Kommission (CMP), die den Gesetzentwurfs zu Asyl und Einwanderung von 2023 nach der Abstimmung über den Ablehnungsantrag behandeln soll.